# Pleasant View (Tennessee)
Pleasant View és una població dels Estats Units a l'estat de Tennessee. Segons el cens del 2000 tenia 2.934 habitants.

## Demografia
Segons el cens del 2000, Pleasant View tenia 2.934 habitants, 1.005 habitatges, i 843 famílies. La densitat de població era de 90,2 habitants/km².
Dels 1.005 habitatges en un 48,9% hi vivien nens de menys de 18 anys, en un 71,3% hi vivien parelles casades, en un 9,5% dones solteres, i en un 16,1% no eren unitats familiars. En el 13,7% dels habitatges hi vivien persones soles el 4,6% de les quals corresponia a persones de 65 anys o més que vivien soles. El nombre mitjà de persones vivint en cada habitatge era de 2,91 i el nombre mitjà de persones que vivien en cada família era de 3,19.
Per edats la població es repartia de la següent manera: un 31,6% tenia menys de 18 anys, un 6,2% entre 18 i 24, un 36,4% entre 25 i 44, un 19,1% de 45 a 60 i un 6,8% 65 anys o més.
L'edat mediana era de 33 anys. Per cada 100 dones de 18 o més anys hi havia 97,3 homes.
La renda mediana per habitatge era de 54.236 $ i la renda mediana per família de 60.543 $. Els homes tenien una renda mediana de 40.490 $ mentre que les dones 27.672 $. La renda per capita de la població era de 19.236 $. Entorn del 2,8% de les famílies i el 4,9% de la població estaven per davall del llindar de pobresa.

## Poblacions més properes
El següent diagrama mostra les poblacions més properes.